# Aegilops crassa
Aegilops crassa Boiss. ex Hohen. è una pianta erbacea annuale della famiglia delle Poacee.

## Distribuzione e habitat
L'areale di questa specie si estende in tutta l'Asia Centrale e nella parte settentrionale della cosiddetta "Mezzaluna Fertile": Iran centro-settentrionale, Iraq centro-settentrionale, Afghanistan settentrionale, Kazakhstan meridionale, Kyrgyzstan occidentale, Turkmenistan meridionale, Uzbekistan, Tajikistan settentrionale, Siria nord-orientale e Turchia meridionale. La specie è rara in Giordania e Libano.